# Abuzabilita
Abuzabilita označuje hypotetickou zvýšenou osobnostní (tělesnou nebo duševní) dispozici člověka (např. hendikep nebo slabou tělesnou konstituci, plachost, hypersenzitivnost) k tomu, aby se např. stal obětí šikany, tělesného nebo duševního týrání nebo zneužívání.
Nelze ovšem automaticky předpokládat, že osoba mající příznaky zvýšené abuzability bude dříve či později nevyhnutelně obětí šikany. Obecně se za určitých podmínek může stát obětí šikany či jiného násilí stát jakýkoli jedinec, neboť faktorů vedoucích k násilí je mnoho a mohou se vyskytnout i mimo daného jedince. Teorie násilí vycházející z konceptu abuzability bývají někdy vykládány chybně v tom smyslu, že daná osoba svým vzhledem či chováním násilí přitahuje, ať již vědomě či podvědomě, a potenciálního agresora tak vlastně provokuje či svádí.